# Xã đặc quyền Bedford, Michigan
Xã Bedford (tiếng Anh: Bedford Township) là một xã thuộc quận Calhoun, tiểu bang Michigan, Hoa Kỳ. Năm 2010, dân số của xã này là 9.357 người.